# Gerald Brisco
Floyd Gerald Brisco (Oklahoma City, 19 settembre 1946) è un ex wrestler statunitense.
Brisco ha lottato nella National Wrestling Alliance, vincendo decine di titoli, ma ha ottenuto più fama tra il 1997 e il 2001 come uno degli scagnozzi di Vince McMahon, aiutandolo nei suoi feud contro Steve Austin, Mick Foley, The Rock e Ken Shamrock. Dopo essere tornato dietro le quinte, rimase come produttore fino al 2020.

## Carriera

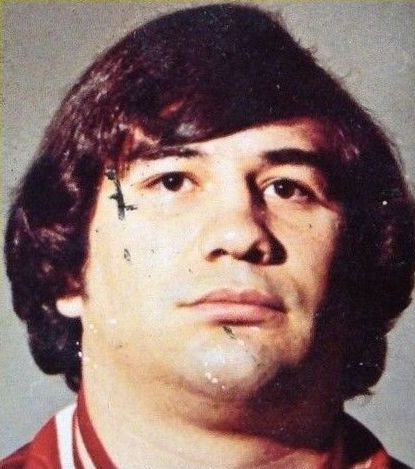
Jerry Brisco nel 1973

Debutta ufficialmente nel 1969 in coppia con il fratello Jack Brisco, con quest'ultimo, vincerà diverse volte i titoli di coppia delle federazioni; NWA, Georgia Championship Wrestling e altre federazioni.
Il debutto in WWE avviene nel 1984 come Road Agent. Nel 1997 inizia ad entrare sul ring con Pat Patterson come spalla di Vince McMahon, i due faranno parte anche della Corporation.
Il 18 maggio 2000 in una puntata di SmackDown conquista il suo primo WWE Hardcore Championship contro Crash, quest'ultimo lo sconfigge il 12 giugno e si riprende il titolo. Con l'aiuto di Pat Patterson, Brisco infine riconquisto il titolo la settimana successiva, intervenendo nel match tra Crash Holly e suo "cugino" Hardcore Holly.
Brisco e Patterson successivamente festeggiano la vittoria negli spogliatoi con una bottiglia di Champagne, che viene rotta in testa a Gerald. Successivamente Vince McMahon decide di sancirgli un Hardcore Match in abito da sera: nel corso del match, Crash interviene e schiena Patterson, riconquistando il titolo definitivamente.
Il 15 luglio 2005 è stato inserito nella Lou Thesz Professional Wrestling Hall Of Fame. Appare a WrestleMania 23 ed anche a RAW XV (il 15º Anniversario di RAW.), il 29 marzo 2008 viene introdotto insieme al fratello nella WWE Hall of Fame la sera prima di WrestleMania XXIV.
Nel 2010 Brisco torna in WWE come Talent Scout.
Nella puntata di Raw del 22 luglio 2019 denominata Raw Reunion ha schienato Pat Patterson vincendo il 24/7 Championship.

## Personaggio

### Mosse finali
- Figure-four leglock

## Titoli e riconoscimenti
- Cauliflower Alley Club
  - Altri riconoscimenti (1996)
- Championship Wrestling from Florida
  - NWA Florida Heavyweight Championship (1)
  - NWA Florida Junior Heavyweight Championship (1)
  - NWA Florida Tag Team Championship (8) – con Jack Brisco
  - NWA Florida Television Championship (1)
  - NWA United States Tag Team Championship (Florida version) (5) – con Jack Brisco
  - NWA North American Tag Team Championship (Florida version)  (2) – con Jack Brisco
  - NWA Southern Heavyweight Championship (Florida version) (3)
- Eastern Sports Association
  - ESA International Tag Team Championship (1) – con Jack Brisco
- Georgia Championship Wrestling
  - NWA Georgia Tag Team Championship (5) – con Bob Backlund (1), Jack Brisco (2), Ole Anderson (1), e Rocky Johnson (1)
  - NWA Southeastern Heavyweight Championship (Northern Division) (1)
  - NWA Southeastern Heavyweight Championship (Georgia version) (1)
- Mid-Atlantic Championship Wrestling
  - NWA Atlantic Coast Tag Team Championship (1) – con Thunderbolt Patterson
  - NWA Eastern States Heavyweight Championship (4)
  - NWA Mid-Atlantic Heavyweight Championship (1)
  - NWA World Tag Team Championship (Mid-Atlantic version) (3) – con Jack Brisco
- National Wrestling Alliance
  - NWA World Junior Heavyweight Championship (1)
- NWA Western States Sports
  - NWA Western States Heavyweight Championship (1)
- Pro Wrestling Illustrated
  - 54º nella lista dei migliori 100 tag team (con Jack Brisco) durante i "PWI Years" del 2003.
  - 217º nella lista dei migliori 500 wrestler singoli nei "PWI Years" del 2003
- World Wrestling Council
  - WWC North American Tag Team Championship (1) – con Jack Brisco
  - WWC World Junior Heavyweight Championship (1)
- World Wrestling Federation/Entertainment
  - WWE 24/7 Championship (1)
  - WWF Hardcore Championship (2)
  - WWE Hall of Fame (Classe del 2008)